# 西伯恩茅斯 (英國國會選區)
西伯恩茅斯（英語：Bournemouth West），英國國會一自治市選區，包括英格蘭東南部多塞特郡東南部，包括伯恩茅斯區西部七個地方選區，以及普爾東部兩個地方選區。
本區自1950年創設以來一直支持保守黨。2010年大選，自2005年起任議員的康納·伯恩斯以45.1%選票首次當選，繼承了約翰·巴特希爾的議席。